# Неврокопская епархия
Невроко́пская епа́рхия — епархия Болгарской православной церкви на территории Благоевградской области с кафедрой в городе Гоце-Делчев (до 1951 года — Неврокоп) и архиерейскими наместничествами в городах Благоевград, Разлог, Сандански и Петрич.
Кафедральный храм — собор Святых Кирилла и Мефодия.

## История
Неврокопская епархия Болгарского экзархата была создана в 1894 году, по получении берата турецкого правительства. 24 апреля того же года был посвящён и первый Неврокопский митрополит Иларион (Станев). При создании епархия подразделялась на три духовных околии (благочиния) — Неврокопская, Разлогская и Горноджумайская. Митрополит Иларион прибыл в Неврокоп 10 мая и был встречен радушно всем болгарским населением.

## Епископы
- Иларион (Станев) (24 апреля 1894—1912)
- Сава Попов (1912—1914) в/у, священник
- Косьма (Пречистанский) (1914—1915) в/у, митрополит Дебрский
- Герасим (Байрамов) (1 июня 1915 — 27 марта 1916) в/у, митр. Струмишский
- Макарий (Стамов) (27 марта 1916 — 7 июня 1934)
- Борис (Разумов) (17 марта 1935 — 8 ноября 1948)
- Пимен (Энев) (4 января 1953 — 18 мая 1992)
- Иоанн (Николов) (1992—1993) в/у, еп. Драговитийский
- Нафанаил (Калайджиев) (24 апреля 1994 — 16 ноября 2013)
- Дометиан (Топузлиев) (17 ноября 2013 — 19 января 2014) в/у, митр. Видинский
- Серафим (Динков) (с 19 января 2014)

### вАльтернативном синоде
- Пимен (Энев) (18 мая 1992 — 4 июля 1996), избран патриархом
- Пимен (Энев) (4 июля 1996 — 1 октября 1998) в/у, патриарх
- Гавриил (Галев) (26 июня 1999 — 17 января 2008), умер
- Гервасий (Патыров) (12 июля 2009 — февраль 2010)

## Монастыри
- Горнобрезнишский монастырь святого пророка Илии[болг.] (село Горна-Брезница)
- Гоцеделчевски монастырь Божией Матери «Живоприемный источник»[болг.] (Гоце-Делчев)
- Обидимский монастырь святого Пантелеймона[болг.] (община Банско)
- Петричский монастырь святой Петки[болг.] (Петрич)
- Роженский монастырь Рождества Богородицы (мужской; село Рожен, Сандански)
- Санданский монастырь святого Косьмы и Дамиана[болг.] (Сандански)
- Тросковский монастырь святого Архангела Михаила[болг.] (Симитли)
- Хаджидимовский монастырь святого Георгия Победоносца[болг.] (мужской; Хаджидимово)
- Чуриловский монастырь святого Георгия (село Чурилово, община Петрич)